# 債務占GDP的比例
在經濟學中，債務占GDP的比例（Debt-to-GDP ratio），是一個國家的政府債務（以每年的流通量為單位）與其國內生產總值（GDP）之間的比率。

歐洲各國債務占GDP比例隨時間的變化，其中的數字是債務占GDP比例的百分比

較低的債務占GDP的比例表明，經濟體可以透過生產和銷售商品和服務來償還債務，比較不容易再產生債務。地區政治以及經濟的考量（例如利率、戰爭、經濟衰退等因素）會影響一個國家是否要再對外借款，產生更多債務。